# Demmerkogel-Südhänge, Wellinggraben mit Sulm-, Saggau- und Laßnitzabschnitten und Pößnitzbach
Demmerkogel-Südhänge, Wellinggraben mit Sulm-, Saggau- und Laßnitzabschnitten und Pößnitzbach este o arie protejată (arie specială de conservare — SAC, sit de importanță comunitară — SCI, arie de protecție specială avifaunistică — SPA) din Austria întinsă pe o suprafață de 2.092,63 ha, integral pe uscat.

## Localizare
Centrul sitului Demmerkogel-Südhänge, Wellinggraben mit Sulm-, Saggau- und Laßnitzabschnitten und Pößnitzbach este situat la coordonatele 46°46′33″N 15°27′55″E / 46.7759°N 15.4653°E.

## Înființare
Situl Demmerkogel-Südhänge, Wellinggraben mit Sulm-, Saggau- und Laßnitzabschnitten und Pößnitzbach a fost declarat sit de importanță comunitară în iulie 1998 pentru a proteja 54 de specii de animale. Alte tipuri de protecție:
- arie de protecție specială avifaunistică (în iulie 1998)[2]
- arie specială de conservare (în martie 2007)[1][3][4]

## Biodiversitate
Situată în ecoregiunea continentală, aria protejată conține 10 habitate naturale: Ape stătătoare oligotrofe până la mezotrofe, cu vegetație de Littorelletea uniflorae și/sau de Isoëto-Nanojuncetea, Lacuri eutrofice naturale cu vegetație de tip Magnopotamion sau Hydrocharition, Râuri cu maluri nămoloase cu vegetație de Chenopodion rubri p.p. și Bidention p.p., Pajiști uscate seminaturale și facies de acoperire cu tufișuri pe substraturi calcaroase (Festuco-Brometalia) (* situri importante pentru orhidee), Fânețe de joasă altitudine (Alopecurus pratensis, Sanguisorba officinalis), Păduri de fag Luzulo-Fagetum, Păduri de stejar și carpen Galio-Carpinetum, Păduri pe pante, grohotișuri și ravene de Tilio-Acerion, Păduri aluvionare cu Alnus glutinosa și Fraxinus excelsior (Alno-Padion, Alnion incanae, Salicion albae), Păduri mixte riverane de Quercus robur, Ulmus laevis și Ulmus minor, Fraxinus excelsior sau Fraxinus angustifolia, de-a lungul marilor râuri (Ulmenion minoris).
La baza desemnării sitului se află mai multe specii protejate:
- păsări (30): fluierar de munte (Actitis hypoleucos), pescăruș albastru (Alcedo atthis), ciuf-de-pădure (Asio otus), barză albă (Ciconia ciconia), barză neagră (Ciconia nigra), mierla de apă (Cinclus cinclus), erete de stuf (Circus aeruginosus), porumbel de scorbură (Columba oenas), Corvus monedula, ciocănitoarea de stejar (Dendrocopos medius), ciocănitoare pestriță mică (Dendrocopos minor), ciocănitoare de grădină (Dendrocopos syriacus), ciocănitoare neagră (Dryocopus martius), șoimul rândunelelor (Falco subbuteo), muscar-gulerat (Ficedula albicollis), muscar negru (Ficedula hypoleuca), capîntortură (Jynx torquilla), sfrâncioc roșiatic (Lanius collurio), grelușelul-de-tufiș (Locustella fluviatilis), Locustella naevia, codobatură galbenă (Motacilla alba), codobatură de munte (Motacilla cinerea), viespar (Pernis apivorus), codroșul de pădure (Phoenicurus phoenicurus), ciocănitoare verzuie (Picus canus), ciocănitoarea verde (Picus viridis), pițigoi-pungar (Remiz pendulinus), mărăcinar negru (Saxicola torquatus), turturică (Streptopelia turtur), silvie de câmp (Sylvia communis)
- amfibieni (2): izvoraș-cu-burta-galbenă (Bombina variegata), Triturus carnifex
- mamifere (6): vidră de râu (Lutra lutra), liliac cu urechi de șoarece (Myotis blythii), liliac cărămiziu (Myotis emarginatus), liliac comun (Myotis myotis), liliacul mare cu potcoavă (Rhinolophus ferrumequinum), liliacul mic cu potcoavă (Rhinolophus hipposideros)
- nevertebrate (6): Cordulegaster heros, rădașcă (Lucanus cervus), fluturele purpuriu (Lycaena dispar), Ophiogomphus cecilia, Phengaris nausithous, Phengaris teleius
- pești (10): avat (Aspius aspius), Barbus meridionalis, zvârluga (Cobitis taenia), zglăvoacă (Cottus gobio), Eudontomyzon mariae, lostriță (Hucho hucho), boarță (Rhodeus sericeus amarus), porcușor de nisip (Romanogobio kesslerii), porcușor de șes (Romanogobio vladykovi), babușcă de tur (Rutilus virgo)

Pe lângă speciile protejate, pe teritoriul sitului au mai fost identificate 32 de specii de plante, 1 specie de mamifere, 9 specii de nevertebrate, 1 specie de pești.